# Puño de acero

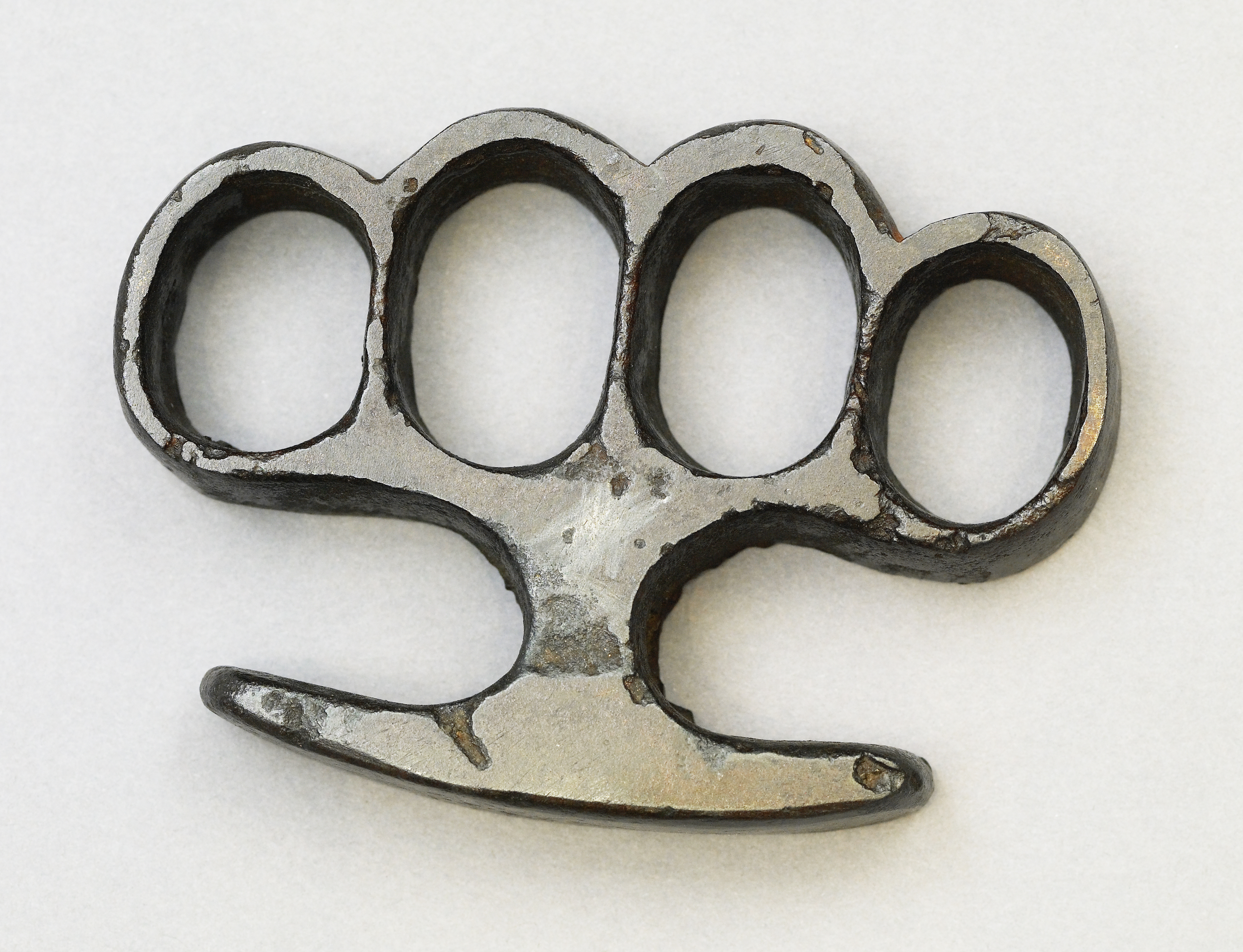
Puño americano de latón empleado por los guardaespaldas de Abraham Lincoln durante su viaje en tren a Baltimore.

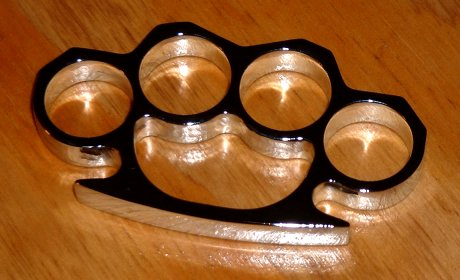
Diseño clásico de la manopla.

El puño de acero, puño americano, manopla, nudillera, nudillos de acero, boxer, o llave de pugilato,[cita requerida] es un arma contusa formada por una estructura que se ajusta directamente a la mano del usuario, más exactamente a los nudillos del mismo. Esto hace que al dar un puñetazo con este artefacto en la mano, las lesiones causadas al adversario sean de mayor magnitud y el impacto en la mano de quien golpea sea mínimo. Es un arma sumamente peligrosa y puede llegar a romper el cráneo de una persona de forma rápida y sencilla. Debido a ello, el porte y comercio de estos artículos está prohibido por varias legislaciones: Estados Unidos (Washington D. C., California, Illinois, Massachusetts, Míchigan, New York y Rhode Island), Austria, Suecia, Alemania, España, Colombia y Guatemala, entre otras.

## Historia
Probablemente la manopla moderna sea una evolución de los guantes con puños metálicos equipados como parte de las armaduras usadas por caballeros medievales, aunque se podría encontrar un antecedente aún más antiguo en el caestus utilizado por los gladiadores romanos. Los puños de acero fueron muy populares en la Guerra de Secesión, y a partir de la Primera Guerra Mundial comenzaron a fabricarse cuchillos de combate con puños de acero integrados en su mango. Un caso notorio es el cuchillo de paracaidista usado por tropas paracaidistas en Argentina.

## Fabricación
Su fabricación es casi siempre con metales fuertes, como acero, aluminio, fibra de vidrio y en algunas ocasiones cobre, hierro, bronce, latón, plomo, plata, níquel u oro.

## Complementos
Actualmente algunos modelos de estas armas llevan consigo pinchos encima de los nudillos para así amplificar el daño. Otros modelos conforman el mango de un cuchillo, una navaja o un puñal por la parte que deja libre el dedo pulgar para provocar más daño; y también existen modelos mixtos que llevan púas afiladas y un cuchillo, por lo cual se convierte en un arma aún mucho más peligrosa y con la cual el daño es múltiple y mucho más severo.
También existe una variante considerablemente más peligrosa llamada revólver Apache, la cual consiste en un revólver cuya empuñadura es un puño de acero que se pliega sobre el gatillo, que también es plegable. Algunos revólveres Apache también llevan consigo un cuchillo, una navaja o un puñal en la parte que deja libre el dedo pulgar; otros modelos de estas armas hacen que en lugar del cuchillo el puño de acero tenga pinchos. 

## Legalidad
El puño americano es ilegal en diversos países, incluidos España, Alemania, Austria, Bélgica, Canadá, Bosnia, Croacia, Chipre, Finlandia, Grecia, Hong Kong, Hungría, Israel, Irlanda, Malasia, Países Bajos, Noruega, Polonia, Portugal, Rusia, Turquía, Singapur, Reino Unido y varios estados de Estados Unidos.
Hay otros varios países (México, Francia, Italia, Suecia…) donde está permitida su tenencia pero no llevarlas en público.